# Classe CC (sous-marin de poche)
Pour les autres classes de navires du même nom, voir Classe CC.
Ne doit pas être confondu avec la Classe CC (sous-marin canadien) de la Marine royale canadienne pendant la Première Guerre mondiale.
La classe CC (abréviation de Costiero Caproni) était une classe de sous-marin de poche  utilisés par la Regia Marina (marine italienne) pendant la Seconde Guerre mondiale. 
La classe CC a été conçue à partir de 1943 par la société Caproni comme un modèle dérivé de la précédente classe CM. Sur les 37 unités initialement conçues, seules trois ont été effectivement mises en place, mais leur construction a été interrompue par les événements de l'invasion allemande de l'Italie (opération Achse) en septembre 1943, puis finalement annulée en décembre 1944.

## Conception
Les sous-marins de la classe CC étaient une version avec un arrière sensiblement modifié de ceux de la classe CM, dont le prototype avait été commandé à la société Caproni située à Taliedo, quartier de Milan: Caproni a apporté quelques changements à la conception du CM, conduisant à la création d'une nouvelle classe de navires. Les CC mesuraient 33 mètres de long (un peu plus que les CM), 2,89 mètres de large et avaient un tirant d'eau de 2,77 mètres ; le déplacement, supérieur à celui des CM, était de 99,5 tonnes en surface et de 117 tonnes sous l'eau, tandis que la profondeur d'essai atteinte par les bateaux était de 80 mètres. L'appareillage basé sur deux moteurs diesel Fiat de 700 ch pour la navigation de surface et deux moteurs électriques CRDA de 120 ch pour la navigation sous-marine, légèrement plus puissants que ceux installés sur les CM, permettait une vitesse de 14 nœuds en émersion et de 9 nœuds en immersion ; l'autonomie était de 1 200 milles nautiques à 10 nœuds en émersion et de 70 milles nautiques à 4 nœuds en immersion.
L'équipement consistait en trois tubes torpilles de 450 mm (un de plus que les CM) montés sur la proue, chacun équipé d'une seule torpille, et d'une mitrailleuse double Breda Mod. 31 de 13,2 mm pour la défense antiaérienne ; l'équipage était composé de deux officiers et de six sous-officiers et marins.
Reconnaissant la validité des modifications apportées par Caproni au projet CM, le Regia Marina Command a mis en service, le 19 juin 1943, trois navires CC de classe, le prototype déjà attribué (CC 1) et deux unités supplémentaires de présérie (CC 2 et CC 3), qui seront suivis par la construction de 34 autres unités. L'annonce de l'armistice de l'Italie le 8 septembre 1943 et l'invasion de la péninsule par les Allemands qui s'ensuivit entraînèrent la suspension du programme de construction des CC ; la construction des trois unités fut brièvement reprise pour le compte de la Marina Nazionale Repubblicana (Marine nationale républicaine) jusqu'à l'annulation définitive du programme en décembre 1944, lorsque les bateaux étaient à un stade d'achèvement compris entre 38 et 60 %.